# Глизе 667
Глизе 667 (лат. Gliese 667) или 142 Скорпиона — тройная система в созвездии Скорпиона, состоящая из двух оранжевых и одного красного карликов. Находится на расстоянии 23,2 ± 0,3 св. года (7,1 пк) от Солнца.

## Характеристики
Система состоит из трёх звёзд. Компоненты A и B разделены между собой расстоянием 12,6 а.е. и движутся по вытянутой эллиптической орбите (e=0,58). Период обращения этих компонент составляет 42,15 года, их орбита повёрнута к земному наблюдателю под углом 128°, угловое расстояние между компонентами 1,81". Так как компоненты A и B движутся по вытянутой траектории вокруг общего барицентра, расстояние между ними периодически варьируется от 5.6 а.е. до 21.3 а.е., что соответствует изменению углового расстояния между компонентами на ≈0,8" с Земли. Третья компонента системы C обращается вокруг центральной пары на расстоянии 230 а.е. на угловом расстоянии 30,8". 
Большое собственное движение системы составляет 1"/год и обусловлено её близким расположением к Солнцу. Скорее всего, это значение было определено исследователями из Мельбурнской обсерватории, поэтому звёздная система имеет дополнительное обозначение MLO 4.

### Глизе 667 A
Главная компонента системы представляет собой оранжевый карлик спектрального класса K3V. Её масса составляет 73 % массы Солнца, диаметр — 76 % диаметра Солнца. Её химический состав значительно менее насыщен тяжёлыми элементами — всего 26 % солнечного эквивалента. Дополнительное наименование звёзд А и В — LHS 442.

### Глизе 667 B

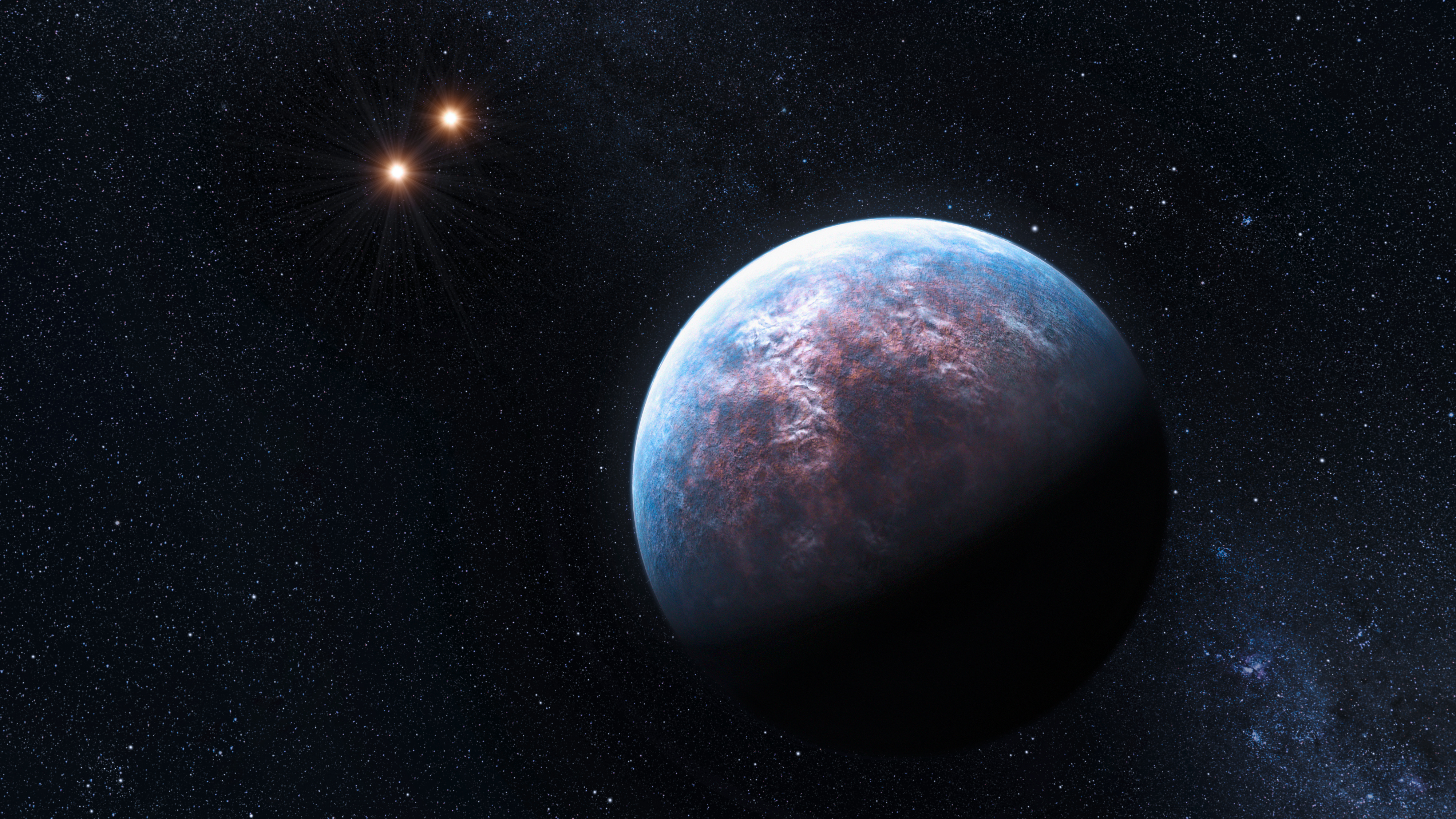
Представление художника Глизе 667 C b со сдвоенной Глизе 667 A/B на заднем плане

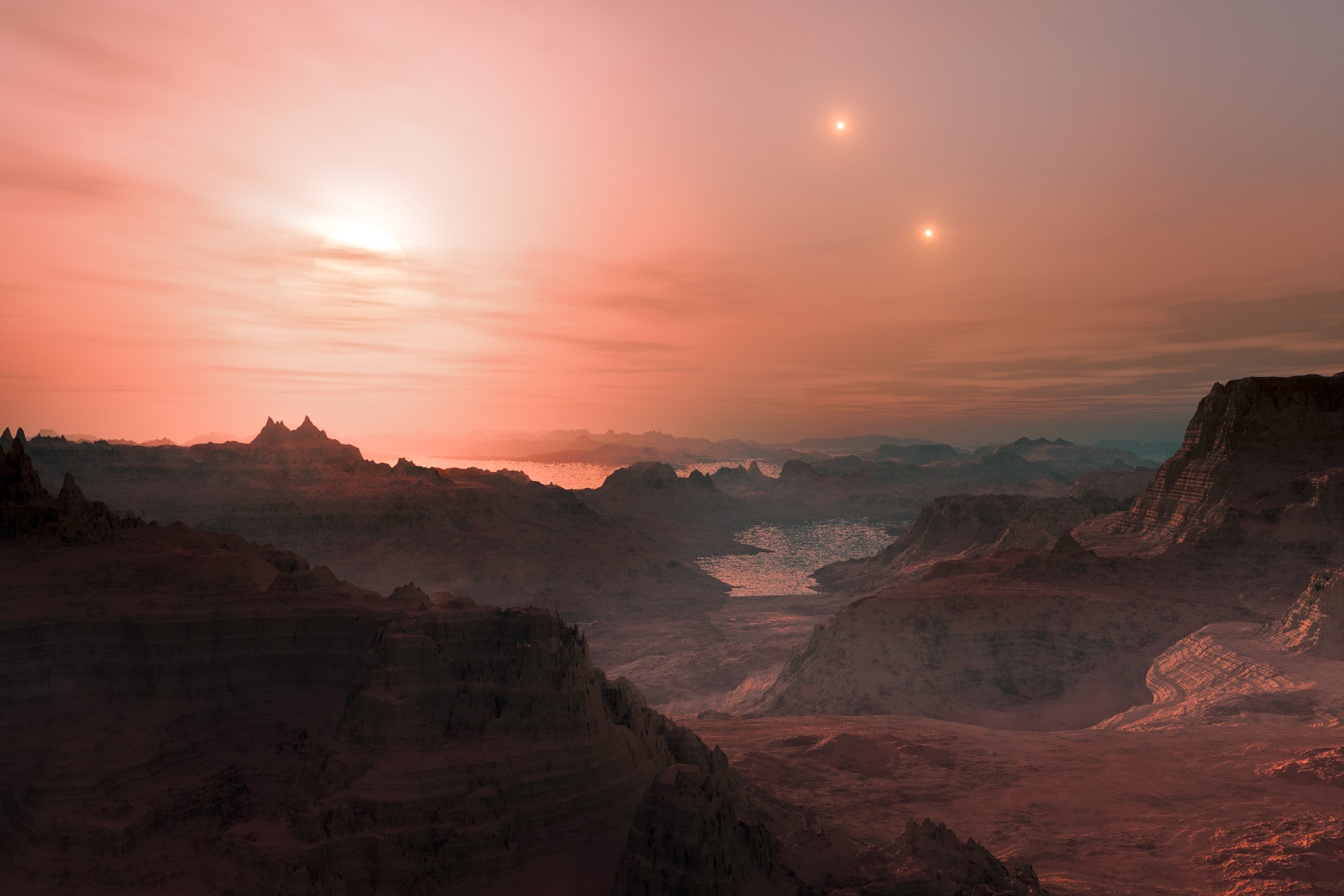
Пейзаж на Глизе 667 C c в представлении художника

Данная компонента относится так же, как и главная звезда, к классу оранжевых карликов спектрального класса K5V. Она чуть меньше и тусклее её: масса равна 69 % солнечной, а диаметр — 70 % диаметра Солнца. Светимость звезды не превышает и 5 % солнечной светимости.

### Глизе 667 C
Компонента C является тусклым и относительно холодным красным карликом спектрального класса M1,5V. Масса красного карлика составляет 31 % массы Солнца, диаметр — 42 % диаметра Солнца. Как и у большинства красных карликов, в её атмосфере происходят бурные процессы, похожие на солнечные вспышки, поэтому звезду относят к классу вспыхивающих переменных звёзд. Дополнительное наименование компоненты — LHS 443.

#### Планетная система Глизе 667 C
19 октября 2009 года группой астрономов из Европейской южной обсерватории в Чили было сообщено об открытии планеты Глизе 667 C b, обращающейся вокруг компонента C. Её масса составляет более 6 масс Земли, а совершает планета полный оборот вокруг родительской звезды приблизительно за 7 суток. 23 ноября 2011 года было объявлено об открытии планеты Глизе 667 C c, обращающейся вокруг компонента C. Эта планета, по мнению авторов открытия, получает 90 % того тепла, что получает Земля от Солнца. Таким образом, находясь в зоне обитаемости, Глизе 667 C c на ноябрь 2011 года являлась наилучшим кандидатом, претендующим на звание обитаемой планеты. Также у компонента C подозревается существование ещё двух планет: с периодами 91 день (наиболее вероятный вариант) и около 10 лет. По данным канадского астронома Филиппа Грегори вокруг Gliese 667 C должны существовать шесть планет с орбитальными периодами 7,2, 28,1, 30,8, 38,8, 53,2 и 91,3 дней. Сигнал с периодом 53,2 дня может исходить не от планеты Глизе 667 C h, а быть следствием вращения самой звезды. Три планеты с периодами обращения в 28 (Глизе 667 C c), 31 (Глизе 667 C d) и 39 дней (Глизе 667 C e) находятся в зоне Златовласки. С наибольшей долей вероятности, жидкая вода может существовать на поверхности самой далёкой из них — Глизе 667 C e, масса которой — 2,4 массы Земли, период обращения — 39 дней. По последним данным в обитаемую зону попадают планеты c, e, f, а обитаемая зона простирается от внутреннего края на расстоянии около 0,095—0,126 а.е. до внешнего края на расстоянии 0,241—0,251 а.е. от Gliese 667 C. 4 сентября 2014 года астрономы опровергли существование планет h, d и g, планеты f, e остаются спорными.

## Ближайшее окружение звезды
Следующие звёздные системы находятся на расстоянии в пределах 10 световых лет от системы Глизе 667:
| Звезда           | Спектральный класс          | Расстояние, св. лет |
| CD-32 13297      | M2 V                        | 3,5                 |
| 36 Змееносца ABC | K0-1 Ve / K1-5 Ve / K5-6 Ve | 4,5                 |
| CD-44 11909      | M3,5-5 V                    | 7,1                 |
| CD-37 10765 AB   | M3-4 V / M5 V               | 7,2                 |
| HR 6416 AB       | G8-K0 V / M0 V              | 7,9                 |
| CD-40 9712       | M0-3 V                      | 8,6                 |
| Глизе 674        | M2,5-3 V                    | 8,8                 |
| L 205-128        | M3,5-5 V                    | 9,0                 |
| G 154-44         | M4.5 V                      | 9,7                 |
| L 347-14         | M4,5 V                      | 9,7                 |